# Barry Hoban
Pour les articles homonymes, voir Hoban.
Barry Hoban est un coureur cycliste anglais, né le 5 février 1940  à Wakefield et mort le 19 avril 2025. Son surnom dans le peloton est Uncle Barry.

## Carrière
Amateur, Barry Hoban devient deux fois champion de Grande-Bretagne de poursuite en 1960 et 1961, et champion de Grande-Bretagne des 50 miles contre-la-montre en 1961.
Professionnel de 1964 à 1980, il remporte 36 victoires. Il fut le coéquipier de Tom Simpson, dont il épouse la veuve quelques années après le décès de celui-ci.
Il participe à 12 Tours de France et remporte 8 étapes, dont la première le lendemain du décès de Tom Simpson, avec la bénédiction du peloton.
Sa meilleure année est la saison 1974, où il remporte notamment Gand-Wevelgem.
Il est introduit en 2009 au British Cycling Hall of Fame.

## Palmarès

### Palmarès amateur
- 1959
  - 3e du championnat de Grande-Bretagne de poursuite amateurs

- 1960
  -  Champion de Grande-Bretagne de poursuite amateurs

- 1961
  -  Champion de Grande-Bretagne de poursuite amateurs
  -  Champion de Grande-Bretagne des 50 miles contre-la-montre

- 1962
  - Poly Nordiste
  - 2e étape des Trois Jours d'Hénin-Liétard (contre-la-montre)

- 1963
  - 4e étape des Trois Jours d'Hénin-Liétard
  - 4e étape de la Ronde des Flandres (contre-la-montre)
  - 2e de la Ronde des Flandres

### Palmarès professionnel
- 1964
  - 12e et 13e étapes du Tour d'Espagne
  - 3e étape du Grand Prix du Midi libre
  - 2e du Circuit des frontières
  - 3e du Manx Trophy

- 1965
  - 2e du Grand Prix d'Orchies

- 1966
  - Grand Prix de Francfort
  - 2e étape du Tour de l'Oise

- 1967
  - 14e étape du Tour de France
  - 2e de Paris-Tours
  - 5e du Tour des Flandres

- 1968
  - 19e étape du Tour de France
  - 2e du Grand Prix de Denain
  - 2e du Tour de l'Oise
  - 10e de Liège-Bastogne-Liège

- 1969
  - 1reb étape des Quatre Jours de Dunkerque
  - 18e et 19e étapes du Tour de France
  - 2e du Circuit des genêts verts
  - 3e du Grand Prix de la Banque
  - 3e de Liège-Bastogne-Liège
  - 3e du Tom Simpson Memorial Grand Prix
  - 7e du Tour des Flandres
  - 10e du Paris-Roubaix

- 1970
  - 3e étape des Quatre Jours de Dunkerque
  - Manx Trophy
  - 2e du Circuit des frontières
  - 7e des Quatre Jours de Dunkerque

- 1971
  - 5eb étape des Quatre Jours de Dunkerque
  - Grand Prix de Fourmies
  - 2e du Tour de l'Oise
  - 3e de l'Étoile de Bessèges

- 1972
  - 3e de Paris-Roubaix
  - 3e du Tour de Luxembourg
  - 9e de Paris-Tours

- 1973
  - 11e et 19e étapes du Tour de France
  - 3e du Circuit du Port de Dunkerque
  - 10e de la Semaine catalane

- 1974
  - Gand-Wevelgem
  - 2ea étape du Tour d'Indre-et-Loire
  - Paris-Bourges
  - 1reb et 3e étapes du Grand Prix du Midi libre
  - 3e étape du Tour de l'Aude
  - 13e étape du Tour de France
  - 2e du Grand Prix du Midi libre
  - 10e des Quatre Jours de Dunkerque

- 1975
  - 8e étape du Tour de France
  - 10e des Quatre Jours de Dunkerque

- 1978
  - 5eb étape des Quatre Jours de Dunkerque
  - 2e du Grand Prix Pino Cerami
  - 5e des Quatre Jours de Dunkerque

- 1979
  - Londres-Bradford
  - 2e du championnat de Grande-Bretagne sur route

- 1980
  - Grand Prix de Manchester
  - 3e du championnat de Grande-Bretagne du critérium

## Résultats sur les grands tours

### Tour de France
12 participations
- 1964 : 65e
- 1967 : 62e, vainqueur de la 14e étape
- 1968 : 33e, vainqueur de la 19e étape
- 1969 : 67e, vainqueur des 18e et 19e étapes
- 1970 : abandon (6e étape)
- 1971 : 40e
- 1972 : 70e
- 1973 : 43e, vainqueur des 11e et 19e étapes
- 1974 : 37e, vainqueur de la 13e étape et du classement des sprints intermédiaires
- 1975 : 68e, vainqueur de la 8e étape
- 1977 : 41e
- 1978 : 65e

### Tour d'Espagne
3 participations
- 1964 : 29e, vainqueur des 12e et 13e étapes
- 1965 : 47e
- 1967 : abandon (6e étape)